# یاسوناری کاواباتا
یاسوناری کاواباتا (به ژاپنی: 川端 康成, Kawabata Yasunari) نویسنده و داستان‌نویس ژاپنی بود که در ۱۱ ژوئن ۱۸۹۹ (سال ۳۲ میجی) متولد شد. وی در سال ۱۹۶۸ به‌عنوان اولین نویسندهٔ ژاپنی، جایزهٔ نوبل ادبیات را دریافت کرد. آثارش جذابیت بین‌المللی گسترده‌ای دارد و در سراسر جهان خوانده می‌شود.

## زندگی
یاسوناری کاواباتا در سال ۱۸۹۹ در اوساکا متولد شد. پدرش به شغل پزشکی مشغول بود و در کنار این کار شعرهای چینی می‌نوشت. یاسوناری در چهار سالگی یتیم شد پس تحت سرپرستی پدربزرگ و مادربزرگ خود قرار گرفت. خواهر بزرگترش توسط عمه‌شان به سرپرستی گرفته شد و تنها یک بار در ژوئیه ۱۹۰۹، وقتی که ۱۰ ساله بود، با هم ملاقات کردند زمانی که یاسوناری ۱۱ سال داشت خواهرش نیز از دنیا رفت. همچنین مادربزرگش را در سپتامبر ۱۹۰۶، در ۷ سالگی، و پدربزرگش را در مه ۱۹۱۴، زمانی که ۱۵ ساله بود، از دست داد.
پس از فوت تمامی نزدیکان پدری، کاواباتا به خانواده مادری‌اش، یعنی خانواده کورودا، پیوست. اما در ژانویه ۱۹۱۶، به یک پانسیون نزدیک مدرسه راهنمایی (معادل دبیرستان مدرن) نقل مکان کرد. پس از فارغ‌التحصیلی در مارس ۱۹۱۷، کاواباتا درست قبل از ۱۸ سالگی به توکیو رفت و امیدوار بود که در امتحانات مدرسه عالی ژاپن، که تحت نظارت دانشگاه سلطنتی توکیو بود، پذیرفته شود. او همان سال پس از قبولی در امتحان، در ژوئیه ۱۹۲۰ به‌ عنوان دانشجوی رشته ادبیات انگلیسی وارد دانشکده علوم انسانی شد.
در این زمان، کاواباتای جوان به آثار رابیندرانات تاگور، علاقه‌مند شده بود.

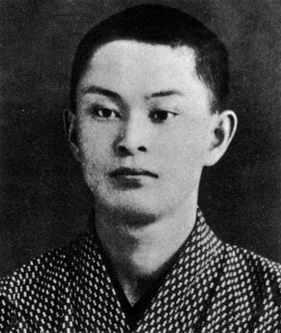
کاواباتا در سال ۱۹۱۷

یکی از تجربیات عاشقانه و دردناک کاواباتا با هاتسویو ایتو بود که او را در ۲۰ سالگی ملاقات کرد. آنها در سال ۱۹۲۱ نامزد کردند، اما تنها یک ماه بعد، هاتسویو به دلیل نامعلومی نامزدی خود را با او فسخ کرد و او هیچ‌گاه از این شکست عاطفی به‌طور کامل بهبود پیدا نکرد. هاتسویو، که ممکن است الهام‌بخش برخی از آثار کاواباتا از جمله داستان کوتاه رقصنده ایزو بوده باشد، در سال ۱۹۵۱، یعنی در سن ۴۴ سالگی، به دلیل سکته مغزی درگذشت، اما کاواباتا تا سال ۱۹۵۵ از مرگ او مطلع نشد.

## حرفه نویسندگی

### آغاز نویسندگی
کارنامه نویسندگی کاواباتا زمانی آغاز شد که هنوز دانش‌آموز مدرسه بود. نخستین اثر او به نام «مراسم خاکسپاری استاد کوراکی» در مجله کوچک «محفل دوستانه» در سال ۱۹۱۵ منتشر شد. برخی از نوشته‌هایش نیز در «روزنامه کیهان شیمپو» (یک روزنامه محلی ایباراکی به چاپ رسید. این آثار شامل چندین شعر و قطعات کوتاه مانند «شبی با بارش لطیف برف» و «فنجان بنفش» بودند. این داستان‌ها مورد تمجید کان کیکیوچی و سایر نویسندگان قرار گرفتند. بسیاری از آثار اولیه کاواباتا، نقد ادبی بودند و معاصران زیادی این «جوان عاشق ادبیات» را بیشتر به عنوان یک منتقد می‌دیدند. در سال ۱۹۲۰ وارد دپارتمان ادبیات انگلیسی دانشگاه امپریال توکیو شد،
اما به دلیل سختگیرانه نبودن الزامات حضور، به دپارتمان ادبیات ژاپنی منتقل شد و پایان‌نامه‌اش را با عنوان «تاریخچه کوتاهی از رمان‌های ژاپنی» نوشت و منتشر کرد که نشان‌دهنده علاقه عمیق او به ادبیات ژاپنی بود. در سال ۱۹۲۴، پس از فارغ‌التحصیلی از دانشگاه، کاواباتا به ری‌ایچی یوکومیتسو و سایرین پیوست و باهم مجله «عصر ادبیات» را تأسیس کردند؛ مجله‌ای که از سال ۱۹۲۴ تا ۱۹۲۷ به عنوان کانون مکتب حس‌گرایان عمل می‌کرد. نوشته‌های روزانه کاواباتا و نظرات او در آثارش نشان می‌دهد که او و ری‌ایچی یوکومیتسو دوستان نزدیکی بوده‌اند.

### پس از فارغ‌التحصیلی
کمی پس از فارغ‌التحصیلی، کاواباتا با تعدادی از داستان‌های کوتاهش در دنیای ادبیات شناخته شد و در سال ۱۹۲۶ برای اثر «رقصنده ایزو» مورد تحسین قرار گرفت. این داستان دربارهٔ دانشجوی افسرده‌ای است که برای فرار از احساس تنهایی و غم، با پای پیاده عازم سفری به شبه‌جزیره ایزو می‌شود و به شکل اتفاقی در این سفر با یک گروه رقصنده همراهی می‌کند و با یک رقاص جوان ملاقات می‌کند و این اتفاق موجب می‌شود تا احساس تنهایی او از بین برود و با حال بهتری به توکیو برگردد. این اثر به کشف شهوانیت نوظهور و عشق جوانی می‌پردازد و شامل سایه‌هایی از غم و حتی تلخی است که مانع از تبدیل شدن آن به یک داستان شیرین می‌شود. بیشتر آثار بعدی او به موضوعات مشابه پرداختند.
در دهه ۱۹۲۰، کاواباتا در منطقه عوام‌نشین آساکوسا، توکیو زندگی می‌کرد و در این دوره به طبع‌آزمایی ادبی و امتحان کردن سبک‌های مختلف نگارش پرداخت. در داستان «گروه سرخ آساکوسا»، که از سال ۱۹۲۹ تا ۱۹۳۰ منتشر شد، به بررسی زندگی‌های تاریک افراد حاشیه‌نشین، با سبکی که یادآور ادبیات اواخر دوره ادو است، می‌پردازد. از سوی دیگر، داستان «اوهام بلورین» او، نوشتاری بر اساس جریان سیال ذهن است. وی حتی در نوشتن فیلمنامه فیلم تجربی «برگی از جنون» نیز مشارکت داشت. 

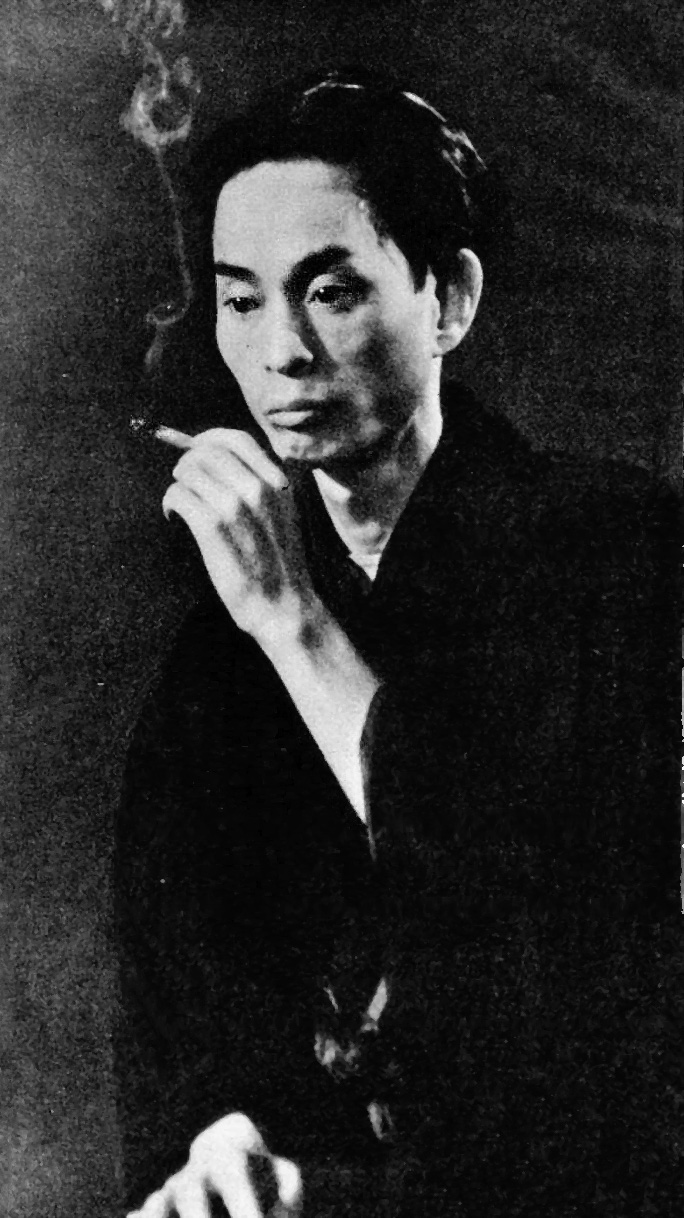

کاواباتا در سال ۱۹۲۵ با همسرش هیدکو (نام خانوادگی قبل از ازدواج او ماتسوبایاشی بود) آشنا شد و در ۲ دسامبر ۱۹۳۱ ازدواج کردند. آن‌ها در کاماکورا، پایتخت باستانی سامورایی‌ها در جنوب غربی توکیو، زندگی می‌کردند و زمستان‌ها را در زوشی می‌گذراندند. خانه دوطبقه چوبی کاواباتا در کاروایزاوا که در سال ۱۹۴۰ خریداری کرده بود، در سال ۲۰۲۱ تخریب شد.

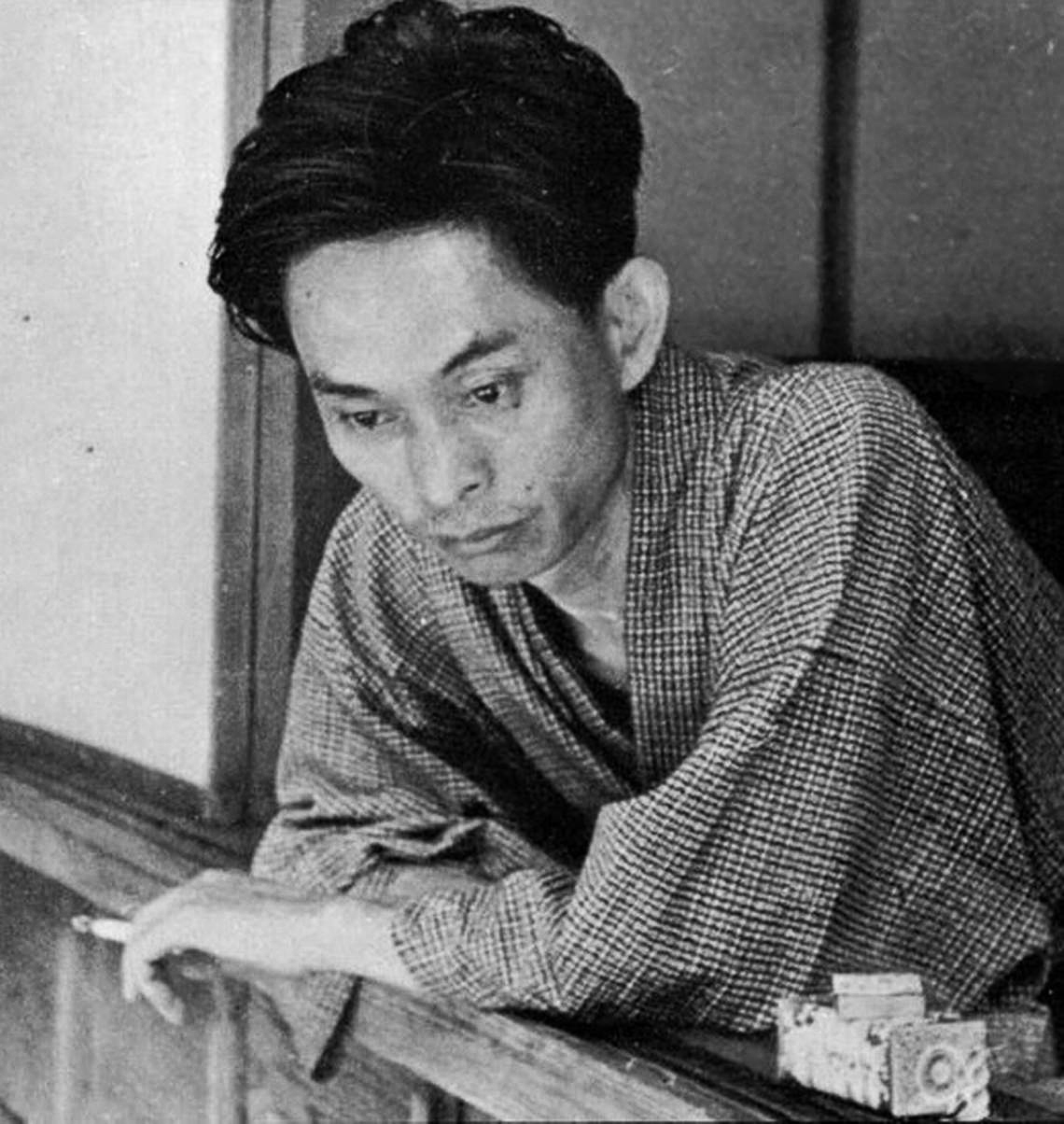
کاواباتا در سال ۱۹۳۸

پررنگ‌ترین فعالیت سیاسی کاواباتا در سال ۱۹۳۳ بود که علناً به دستگیری، شکنجه و مرگ کوبایاشی تاکیجی، نویسنده جوان چپ‌گرا در توکیو، توسط پلیس سیاسی ویژه توکو اعتراض کرد. کاواباتا در سال ۱۹۳۴ از آساکوسا به کاماکورا در استان کاناگاوا نقل مکان کرد و اگرچه در ابتدا از زندگی اجتماعی بسیار فعال خود در میان بسیاری از نویسندگان و افراد ادبی ساکن در آن شهر در طول سال‌های جنگ و بلافاصله پس از آن لذت می‌برد، اما در سال‌های بعدی بسیار گوشه‌گیر شد. یکی از مشهورترین رمان‌های کاواباتا، «قلمرو رؤیایی سپید» بود که در سال ۱۹۳۴ آغاز و برای اولین بار از ۱۹۳۵ تا ۱۹۳۷ به صورت سریالی منتشر شد. «قلمرو رؤیایی سپید» داستانی تلخ از یک ماجرای عاشقانه بین یک دلیتانته (کسی از روی هوس و به‌طور سطحی دنبال علم یا هنری می‌رود) توکیویی و یک گیشا است که در یک شهر دورافتاده در مناطق کوهستانی شمال ژاپن رخ می‌دهد. این رمان کاواباتا را به عنوان یکی از برجسته‌ترین نویسندگان ژاپن معرفی کرد و به سرعت به یک شاهکار ادبی تبدیل شد. ادوارد جی. سیدنس‌تیکر این اثر را «شاید شاهکار کاواباتا» توصیف کرد. پس از پایان جنگ جهانی دوم، موفقیت کاواباتا با رمان‌هایی همچون «هزار درنا»، «آوای کوهستان»، «خانه خوب‌رویان خفته»، «زیبایی و افسردگی» و «کیوتو؛ پایتخت قدیم» ادامه یافت.

### سبک نوشتار
ظاهرا کاواباتا بسیاری از داستان‌های خود را ناتمام رها می‌کرد، که گاهی باعث نارضایتی خوانندگان و منتقدان می‌شد اما این ویژگی با زیبایی‌شناسی او در (هنر برای هنر) هم‌خوانی داشت و از هرگونه احساس‌گرایی یا اخلاق‌گرایی که یک پایان می‌توانست به کتاب ببخشد، فاصله می‌گرفت. این کار به‌طور عمدی انجام می‌شد، زیرا کاواباتا معتقد بود که طرح‌واره‌هایی از وقایع در طول مسیر، بسیار مهم‌تر از نتیجه‌گیری‌ها هستند. او سبک نوشتن خود را با شعر سنتی ژاپن، یعنی هایکو، برابر می‌دانست.
علاوه بر نوشتن داستان‌های تخیلی، کاواباتا به عنوان خبرنگار، به ویژه برای «روزنامهٔ مای‌نیچی» فعالیت می‌کرد. او از مشارکت در شور و هیجان نظامی‌گری جنگ جهانی دوم خودداری کرد و علاقهٔ کمی به اصلاحات سیاسی پس از جنگ نشان داد. کاواباتا عقیده داشت که همراه با مرگ همهٔ اعضای خانواده‌اش در دوران جوانی، جنگ یکی از بزرگ‌ترین تأثیرات را بر کار او گذاشته است و تنها قادر به نوشتن مرثیه‌هایی دربارهٔ ژاپن پس از جنگ خواهد بود. با این حال، بسیاری از مفسران تغییرات موضوعی کمی را بین نوشته‌های قبل و بعد از جنگ این نویسنده تشخیص داده‌اند.

## جوایز
کاواباتا به‌عنوان چهارمین رئیس انجمن قلم در سال‌های پس از جنگ (۱۹۶۵ تا ۱۹۴۸)، نقشی کلیدی در ترجمهٔ آثار ادبی ژاپنی به زبان انگلیسی و دیگر زبان‌های غربی ایفا کرد. او در سال ۱۹۵۹ نشان گوته از شهر فرانکفورت را دریافت کرد و در سال ۱۹۶۱ نیز نشان فرهنگ ژاپن به او تقدیم شد. همچنین در سال ۱۹۶۹، دانشگاه هاوایی یک دکترای افتخاری به او اعطا کرد.

## جایزه نوبل
کاواباتا در ۱۶ اکتبر ۱۹۶۸ جایزه نوبل ادبیات را دریافت کرد و به‌عنوان اولین فرد ژاپنی به چنین افتخاری نائل شد. کمیته نوبل، در تقدیر از «استادی در روایت‌گری که با حساسیتی عمیق، جوهره ذهن ژاپنی را بیان می‌کند»، به سه رمان او اشاره کرد: *قلمرو رؤیایی سپید*، *هزار درنا * و *پایتخت قدیمی*.

### سخنرانی کاواباتا در مراسم نوبل
سخنرانی کاواباتا در مراسم دریافت جایزه نوبل با عنوان «منِ ژاپن زیبا» ارائه شد. در این سخنرانی، مکتب ذن در بودیسم یکی از محورهای اصلی بود؛ او بخش زیادی از سخنرانی را به پیروان و اصول کلی ذن و تفاوت‌های آن با دیگر انواع بودیسم اختصاص داد. کاواباتا تصویری سختگیرانه از ذن ارائه کرد، جایی که شاگردان تنها از طریق تلاش‌های خودشان می‌توانند به رستگاری دست یابند، زمان زیادی را در انزوا می‌گذرانند و از این انزوا زیبایی متولد می‌شود. همچنین به این نکته اشاره کرد که اصول ذن بر سادگی تمرکز دارند و این سادگی همان چیزی است که زیبایی را به وجود می‌آورد. او گفت: «جوهر نقاشی با مرکب در فضا، ایجاز، و آنچه رسم نشده باقی مانده نهفته است.» سپس به هنرهای دیگر مانند گل‌آرایی ژاپنی  و درخت‌های تزئینی اشاره کرد و این هنرها را مثال‌هایی از ظرافت و زیبایی برآمده از سادگی دانست. کاواباتا افزود: «باغ ژاپنی نیز بی‌تردید، نماد عظمت طبیعت است.» علاوه بر اشاره‌های متعدد به ذن و طبیعت، یکی از موضوعاتی که به‌طور مختصر در سخنرانی کاواباتا مطرح شد، مسئله خودکشی بود. او به نویسندگان مشهور ژاپنی که دست به خودکشی زده بودند، به‌ویژه ریونوسوکه آکوتاگاوا پرداخت. کاواباتا با رسم رایج خودکشی به‌عنوان نوعی روشن‌بینی مخالفت کرد و به کشیش *ایکیو* اشاره کرد که او نیز دو بار به خودکشی اندیشیده بود. او از ایکیو نقل کرد: «آیا در میان کسانی که به زندگی می‌اندیشند، کسی هست که به خودکشی فکر نکرده باشد؟»

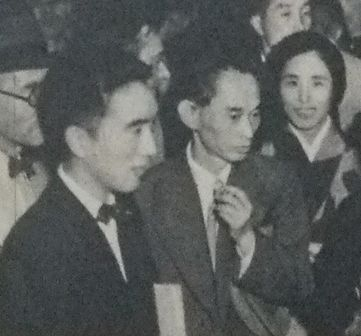
از چپ: میشیما یوکیو، یاسوناری کاواباتا، و شیزوئه ماسوگی (در طول سفر یهودی منوهین به ژاپن) ۱۹۵۱

## مرگ

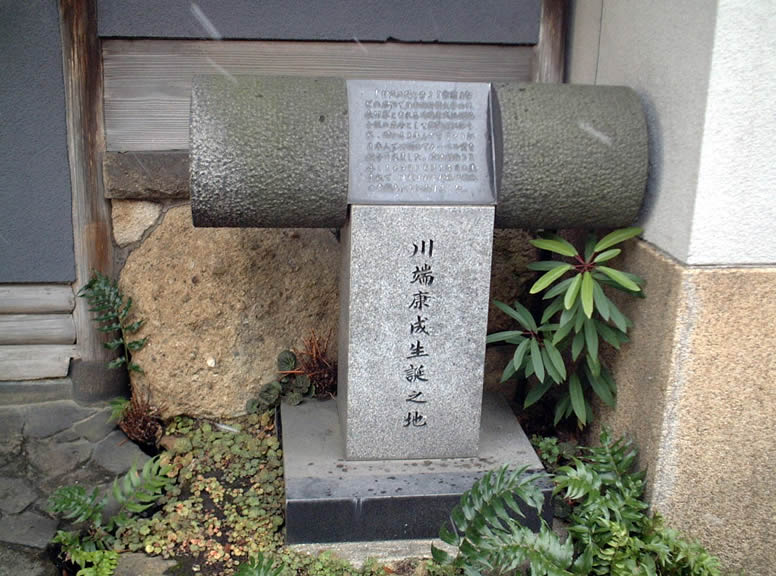
بنای یادبود در زادگاه کاواباتا یاسوناری

کاواباتا ظاهراً در سال ۱۹۷۲ با گاز خودکشی کرد، اما چند تن از نزدیکان و دوستانش، از جمله همسرش، مرگ او را حادثه‌ای تصادفی می‌پندارند. یکی از نظریه‌ها که توسط دونالد ریچی مطرح شده این است که او هنگام آماده کردن حمام به اشتباه شیر گاز را باز گذاشته است. نظریه‌های بسیاری دربارهٔ دلایل احتمالی خودکشی او مطرح شده‌اند، از جمله مشکلات سلامتی (مانند کشف نشانه‌های بیماری پارکینسون)، احتمال وجود رابطه‌ای غیرقانونی، یا شوکی که از خودکشی دوستش یوکیو میشیما در سال ۱۹۷۰ به او وارد شد. برخلاف میشیما، کاواباتا هیچ یادداشتی از خود باقی نگذاشت و چون (باز هم برخلاف میشیما) در نوشته‌هایش به‌طور خاص دربارهٔ خودکشی صحبت نکرده بود، انگیزه‌هایش از خودکشی همچنان نامشخص باقی مانده‌اند.

### آرامگاه
کاواباتا یاسوناری در «گورستان کاماکورا» در شهر کاماکورای ژاپن به خاک سپرده شده است. کاماکورا شهری تاریخی و قدیمی است که مدت‌ها محل زندگی کاواباتا بوده است.

## آثار
-رقصنده ایزو: راوی، دانشجویی بیست‌ساله از توکیو، در روزهای پایانی تعطیلات تابستانی به شبه‌جزیره ایزو سفر می‌کند؛ سفری که به دلیل احساس تنهایی آغاز کرده است. در مسیرش به سمت تونل کوه آماگی، بارها به گروهی از پنج نوازنده دوره‌گرد، شامل یک مرد و چهار زن، رو به رو می‌شود. او مجذوب زیبایی جوان‌ترین زن گروه که طبل سنگینی را حمل می‌کند، می‌شود و تصمیم می‌گیرد آن‌ها را دنبال کند.
-گروه سرخ آساکوسا: در دهه ۱۹۲۰، آساکوسا برای توکیو همان جایگاهی را داشت که محله مون‌مارتر در دهه ۱۸۹۰ برای پاریس، الکساندرپلاتس در دهه ۱۹۲۰ برای برلین و میدان تایمز در دهه ۱۹۴۰ برای نیویورک داشت. **گروه سرخ آساکوسا** به توصیف جذابیت افسون‌کننده و فاسد این منطقه تفریحی می‌پردازد. این رمان پرجنب‌وجوش که نخستین بار به‌صورت دنباله‌دار در روزنامه توکیو آساهی از ۲۰ دسامبر ۱۹۲۹ تا ۱۶ فوریه ۱۹۳۰ منتشر شد، از تکنیک‌های ادبی غیرمتعارف و پویا استفاده می‌کند تا انرژی خام آساکوسا را از دید یک راوی سرگردان و گروهی از بزهکاران نوجوان – عمدتاً دختر – که سبک زندگی خود را به او نشان می‌دهند، به تصویر بکشد. گروه سرخ آساکوسا که به‌طور قابل‌توجهی با آثار بعدی کاواباتا تفاوت دارد، تأثیر زیادی از مدرنیسم غربی گرفته است.
-قلمرو رؤیایی سپید: قلمرو رؤیایی سپید رمانی کوتاه از کاواباتا یاسوناری است که در سال ۱۹۴۸ منتشر شد. این اثر در سال ۱۹۳۵ آغاز و در سال ۱۹۳۷ تکمیل شد. نسخه نهایی آن هم در سال ۱۹۴۷ به اتمام رسید. رمان به بررسی تعامل روان‌شناختی، اجتماعی و عاشقانه میان یک زیبایی‌شناس و یک گیشای زیبا می‌پردازد و در پس‌زمینه زیبایی طبیعی و تصاویر چشم‌نواز یک منطقه دورافتاده از ژاپن روایت می‌شود. رمان با سفر شخصیت اصلی، شیمامورا، به یک شهر دورافتاده دارای چشمه‌های آب‌گرم آغاز می‌شود. شیمامورا مردی ثروتمند و متأهل است که ثروت خود را به ارث برده و خود را کارشناس باله می‌داند (اگرچه هرگز یک اجرا را از نزدیک ندیده است). در طول سفر با قطار، او زنی جوان (که بعداً مشخص می‌شود یوکو نام دارد) را می‌بیند که از مردی بیمار (به نام یوکیو) مراقبت می‌کند. او این زن را از طریق بازتاب پنجره قطار مشاهده می‌کند و مجذوب چشم‌ها و صدای او می‌شود.
-هزار درنا: رمان شامل پنج فصل است که با عناوین زیر نام‌گذاری شده‌اند: هزار درنا، بیشه در غروب آفتاب، شینوی نقش‌دار، رژ لب مادرش و دو ستاره. این داستان غم‌انگیز از مراسم چای کلاسیک به‌عنوان پس‌زمینه‌ای برای روایت روابط یک مرد جوان با دو زن، معشوقه پیشین پدرش و دختر او، استفاده می‌کند. اگرچه این رمان به‌خاطر سبک ساده و شیک خود تحسین شده است، اما به‌دلیل اشاره به نهیلیسم مورد انتقاد قرار گرفته است.
-رنگین کمان: با گذشت تنها چند سال از جنگ جهانی دوم و در حالی که ژاپن هنوز تحت تأثیر پیامدهای آن قرار دارد، دو خواهر – که از یک پدر اما مادرانی متفاوت هستند – تلاش می‌کنند دنیای جدیدی را که در آن به بلوغ می‌رسند، درک کنند. آساکو، خواهر کوچک‌تر، به دنبال یافتن خواهر یا برادری سوم است و هم‌زمان عشق را برای اولین بار تجربه می‌کند. در مقابل، موموکو، فرزند اول پدر – که از دست دادن دوست‌پسرش او را آزار می‌دهد – به دنبال آرامش در روابط ناسالم است. هر دو خواهر نمی‌توانند از میراث مادران مرحوم خود فرار کنند. این رمان تأمل‌برانگیز و کاوش‌گرانه دربارهٔ تروماهای ماندگار جنگ، پیوندهای ناگسستنی خانواده و گریزناپذیری گذشته است.
-استاد گو: این داستان روایتی نیمه‌تخیلی از یک بازی طولانی گوی مشهور در سال ۱۹۳۸ است که بین استاد هونینبو شووسای و بازیکن نوظهور مینورو کیتانی _ در کتاب با نام اوتاکه شناخته می‌شود_ برگزار شد. این مسابقه نزدیک به شش ماه به طول انجامید و آخرین بازی حرفه‌ای شووسای بود. در رمان، بازی که در واقعیت نیز اتفاق افتاده است، شامل ۲۳۷ حرکت است و از طریق نمودارها در کتاب مستند شده است. اوتاکه با مهره‌های سیاه و با اختلاف ۵ امتیاز پیروز می‌شود. کاواباتا این مسابقه را برای روزنامه‌های سریالی «ماینیچی» گزارش کرده بود.
-آوای کوهستان: شینگو اوگاتا، تاجر ۶۲ ساله‌ای که در کاماکورا زندگی می‌کند و در توکیو مشغول به کار است، به دوران بازنشستگی نزدیک شده است. او گاه به گاه دچار ناهنجاری‌های موقتی در حافظه‌اش می‌شود، خواب‌های عجیب و آزاردهنده‌ای را پس از بیدار شدن به یاد می‌آورد و صداهایی می‌شنود، از جمله صدای اصلی که نام کتاب از آن گرفته شده است. صدایی که او را از خواب بیدار می‌کند، «مانند صدای باد، صدایی از دوردست، صدایی همچون غرش زمین» توصیف شده است. شینگو این صدا را نشانه‌ای از مرگ قریب‌الوقوع تلقی می‌کند چرا که هم‌زمان با شنیدن این صدا با مرگ دوستان و هم‌کلاسی‌های قدیمی‌اش مواجه می‌شود.
-کیوتو؛ پایتخت قدیم: چیکو سادا دختر تاکیچیرُو و شیگه است که یک فروشگاه عمده‌فروشی در منطقه ناکاگیو شهر کیوتو را اداره می‌کنند. چیکو از دوران راهنمایی می‌دانست که در کودکی رهاشده و توسط تاکیچیرُو و شیگه به فرزندی پذیرفته شده است. با این حال، بر اساس گفته شیگه، آن‌ها چیکو را زمانی که نوزاد بود، «زیر شکوفه‌های گیلاس در شب در زیارتگاه گیون» دزدیدند. اختلاف نظر در مورد اینکه چیکو کودکی رهاشده بوده یا دزدیده شده، بخشی از داستان است که در ادامه ماجرا آشکار می‌شود.
-قاصدک: قاصدک رمانی ژاپنی از یاسوناری کاواباتا است که در سال ۱۹۶۴ نوشته شده، اما به‌طور کامل پس از مرگ او در سال ۱۹۷۲ منتشر شد. کاواباتا انتشار این رمان را در مجله ادبی شینچو آغاز کرده بود، اما پس از دریافت جایزه نوبل ادبیات در اکتبر ۱۹۶۸، تمام فعالیت‌های نشر خود را متوقف کرد. طرح داستان حول محور دختر نابینایی به نام ایناکو هنگام برقراری رابطه با پسری به نام هیسانو می‌چرخد و مکالماتی که به تصمیم مادر ایناکو برای محافظت از پسر منجر می‌شود، که مبادا دخترش که نابینا است به او آسیب برساند.
-داستان‌های کف دستی: داستان‌های کف دستی نام مجموعه‌ای از ۱۴۶ داستان کوتاه است. نخستین داستان‌های این مجموعه در اوایل دهه ۱۹۲۰ منتشر شدند و آخرین آنها پس از مرگ کاواباتا در سال ۱۹۷۲ به چاپ رسید. کاواباتا اولین نسخه ژاپنی این داستان‌ها را گردآوری کرد و در سال ۱۹۷۱ منتشر شد. عنوان این مجموعه به کوتاهی داستان‌ها اشاره دارد – بسیاری از آنها تنها دو یا سه صفحه طول دارند – که تقریباً در کف دست جا می‌گیرند.
| عنوان فارسی         | عنوان ژاپنی                                  | سال انتشار     |
| ------------------- | -------------------------------------------- | -------------- |
| رقصنده ایزو         | 伊豆の踊子 Izu no odoriko                    | ۱۹۲۶           |
| گروه سرخ آساکوسا    | 浅草紅團 Asakusa kurenaidan                  | ۱۹۳۰           |
| قلمرو رؤیایی سپید   | 雪国 Yukiguni                                | ۱۹۳۷٬۱۹۴۷–۱۹۳۵ |
| هزار درنا           | 千羽鶴 Senbazuru                             | ۱۹۵۲–۱۹۴۹      |
| آوای کوهستان        | 山の音 Yama no oto                           | ۱۹۵۴–۱۹۴۹      |
| رنگین کمان          | 虹いくたび Niji ikutabi                      | ۱۹۵۱–۱۹۵۰      |
| استاد گو            | 名人 Meijin                                  | ۱۹۵۴–۱۹۵۱      |
| دریاچه              | みづうみ（みずうみ） Mizuumi                 | ۱۹۵۴           |
| خانه خوب‌رویان خفته  | 眠れる美女 Nemureru bijo                     | ۱۹۶۱           |
| کیوتو (پایتخت قدیم) | 古都 Koto                                    | ۱۹۶۲           |
| زیبایی و افسردگی    | 美しさと哀しみと Utsukushisa to kanashimi to | ۱۹۶۴           |
| یک بازو             | 片腕 Kataude                                 | ۱۹۶۴           |
| قاصدک               | たんぽぽ Tanpopo                             | ۱۹۶۸٬۱۹۷۲–۱۹۶۴ |
| داستان‌های کف دستی   | 掌の小説 Tanagokoro no shōsetsu              | ۱۹۷۲–۱۹۲۳      |

### آثار ترجمه شده به فارسی
1. کیوتو (پایتخت قدیم)
2. آوای کوهستان
3. هزار درنا
4. استاد
5. قلمرو رؤیایی سپید
6. داستان‌های کف دستی
7. خانه خوبرویان خفته[۱۳]